# Escut i bandera de la Font de la Reina
L'escut i la bandera de la Font de la Reina són els símbols representatius de la Font de la Reina, municipi del País Valencià, a la comarca de l'Alt Millars.

## Escut heràldic
L'escut oficial de la Font de la Reina té el següent blasonament:
| « | Escut quadrilong de punta redona. En camp de gules, una font d'or, amb sortidor d'atzur. Per timbre, corona reial oberta. | » |

## Bandera
La bandera oficial de la Font de la Reina té la següent descripció:
| « | Bandera de proporcions 2:3 de roig, al centre una font d'or o groga, amb brollador blau. | » |

## Història
L'escut s'aprovà per Resolució de 17 de gener de 2002, del conseller de Justícia i Administracions Públiques, publicada en el DOGV núm. 4.192, de 18 de febrer de 2002.
La font és un senyal parlant al·lusiu al nom del poble.

Segell de 1877.

En l'Arxiu Històric Nacional es conserva un segell en tinta de la Font de la Reina de 1877 on hi apareix l'escut de la població però amb una font de doble cos amb quatre dolls.
En «Historia, Geografía y Estadística de la Provincia de Castellón» de Bernardo Mundina, 1873, quan parla de l'escut de la Font de la Reina, hi apareix la següent descripció:
| « | (castellà) Su escudo consiste en una fuente de dos cuerpos. | (català) El seu escut consisteix en una font de dos cossos. | » |

La bandera s'aprovà per Resolució de 4 de maig de 2010, del conseller de Solidaritat i Ciutadania, publicada en el DOCV núm. 6.266, de 13 de maig de 2010.